# Alexandre Babel
Alexandre Babel (auch Alexander Babel, * 1980 in  Genf) ist ein Schweizer Experimental- und Improvisationsmusiker (Schlagzeug, Perkussion, Komposition).

## Leben und Wirken
Babel studierte in seiner Heimatstadt und in New York City. Seit den 2000er-Jahren in der europäischen Improvisationsszene u. a. mit Sven-Åke Johansson (Filme I, 2013), Jacques Demierre und Hans Koch, ferner im Bereich der zeitgenössischen Musik, Noise und Musikperformances; ausserdem trat er als Soloist auf zahlreichen Festivals auf. Seit 2009 ist er Soloperkussionist des Kammerensemble Neue Musik Berlin, spielte als Gastmusiker im Ensemble musikFabrik, Berliner Ensemble, Synergy Percussion Group,  Schlagquartett Köln und arbeitet in den Musikprojekten WZC (mit Pierre Jodlowski), Fosil (mit Theo Nabicht), Radial (mit Mio Chareteau). Ferner spielte er mit Keiji Haino, Fritz Hauser, Steven Schick, Jean Geoffroy, Manfred Karge, Otomo Yoshihide, Anthony Pateras  sowie in den Formationen Sudden Infant, Buttercup Metal Polish (mit Nicolas Field) und Aethenor. Er ist zudem künstlerischer Leiter der Schweizer Perkussionsband Eklekto. 2013 legte Babel sein Soloalbum Over/Upper (Dumpf) vor.
Babels Kompositionen wurden bei einigen Festivals für zeitgenössische Musik aufgeführt, etwa dem Festival Archipel in Genf,  Eyedrum in Atlanta und 2020 dem Festival Les Amplitudes in La Chaux-de-Fonds, aber auch am Oberlin Conservatory of Music in Ohio. Seit 2006 leitet er das Festival Batteries! in Genf (in Zusammenarbeit mit Eklekto – Geneva percussion Center). Babel, der an der Universität der Künste Berlin, am Conservatoire de musique de Genève und an der Melbourne University lehrte, lebt und arbeitet gegenwärtig (2016) in Berlin.
Babel gehört zu den Gewinnern des Schweizer Musikpreises 2021.

## Diskographische Hinweise
- Hildegard Kleeb, Roland Dahinden, Alexandre Babel: Lines (ezz-thetics 2019)
- Over/Upper (Dumpf, 2013)
- Hans Koch / Gaudenz Badrutt / Alexandre Babel: Species-Appropriate Animal Husbandry (Creative Sources, 2013)
- Nicolas Field / Alexandre Babel / Jacques Demierre: Brain & Balls BBQ (Creative Sources, 2010)
- Buttercup Metal Polish: 50 Ballets (Creative Sources, 2005)